# Ariaramnes I
Ariaramnes I lub Ariamnes II (gr. Ἀριαράμνης, Ariarámnēs; Ἀριάμνης, Ariámnēs) – satrapa Kapadocji pod zwierzchnictwem perskim w latach 362-350 p.n.e. Syn Datamesa II, satrapy Kapadocji. Historyk grecki Diodor Sycylijski w dziele pt. Biblioteka podał, że jego panowanie trwało pięćdziesiąt lat oraz że zmarł bez żadnego czynu godnego pamięci (ks. XXXI, 3). Posiadał dwóch synów: Ariaratesa i Orofernesa. Po jego śmierci władzę w Kapadocji objął najstarszy syn Ariarates I.